# Fadri Mosca
Fadri Mosca (ur. 4 listopada 1973) – szwajcarski snowboardzista. Startował w gigancie na igrzyskach w Nagano, ale nie ukończył zawodów. Nie startował na mistrzostwach świata w snowboardzie. Najlepsze wyniki w Pucharze Świata osiągnął w sezonie 1996/1997, kiedy to zajął 69. miejsce w klasyfikacji generalnej.
W 1998 r. zakończył karierę.

## Sukcesy

### Igrzyska olimpijskie
| Miejsce | Dzień    | Rok  | Miejscowość | Konkurencja | Zwycięzca       |
| ------- | -------- | ---- | ----------- | ----------- | --------------- |
| DNF     | 8 lutego | 1998 | Nagano      | Gigant      | Ross Rebagliati |

### Puchar Świata

#### Miejsca w klasyfikacji generalnej
- 1996/1997 – 69.[1]
- 1997/1998 – 127.[2]

#### Miejsca na podium
1. Morzine – 14 marca 1997 (Gigant) - 1. miejsce